# Nyabikere (vattendrag i Rutana)
Nyabikere är ett vattendrag i Burundi.   Det ligger i provinsen Rutana, i den centrala delen av landet, 120 km öster om huvudstaden Bujumbura.
I omgivningarna runt Nyabikere växer huvudsakligen savannskog. Runt Nyabikere är det ganska tätbefolkat, med 70 invånare per kvadratkilometer.